# Epanthidium autumnale
Epanthidium autumnale är en biart som först beskrevs av Carlos Schrottky 1909.  Epanthidium autumnale ingår i släktet Epanthidium och familjen buksamlarbin. Inga underarter finns listade i Catalogue of Life.